# 鶴山丸山古墳
鶴山丸山古墳（つるやままるやまこふん、備前丸山古墳）は、岡山県備前市畠田にある古墳。形状は円墳。国の史跡に指定され（指定名称は「丸山古墳」）、出土遺物は岡山県指定重要文化財に指定されている。

## 概要
岡山県南東部、独立小丘陵「鶴山」上に築造された古墳である。1936年（昭和11年）に石室が発見され、調査が実施されている。
墳形は円形で、東西45メートル・南北54メートルを測る。墳丘外表では葺石・円筒埴輪列が認められるほか、墳丘南東側には幅15メートルの造出を有する。埋葬施設は墳頂における竪穴式石室で、石室内に香川県火山産の凝灰岩製家形石棺を据える。石室天井石は凝灰岩を整形加工したもので、縄掛突起・円孔を有するものがあるほか、石棺は家屋・太陽の彫刻文を有する装飾的なものとして注目される。石室内からは銅鏡30面（現存17面）のほか、勾玉・鉄製品・盒子・坩・器台など多数の副葬品が出土している。
築造時期は、古墳時代前期の4世紀後半頃と推定される。岡山県南東部では首長墳として前方後円墳が築造されるが、本古墳は造出付円墳である点で特色を示すとともに、石棺の材質・装飾、豊富な副葬品の点で特異な性格を示すとして重要視される古墳になる。
古墳域は1957年（昭和32年）に国の史跡に指定され、出土遺物は2019年（平成31年）に岡山県指定重要文化財に指定されている。現在では石室は埋め戻されている。

## 遺跡歴
- 1936年（昭和11年）、地元住民による石室の発見、梅原末治らによる調査（1938年に報告）。
- 1957年（昭和32年）10月11日、国の史跡に指定[3]。
- 2019年（平成31年）3月8日、出土遺物が岡山県指定重要文化財に指定[1]。

## 出土品

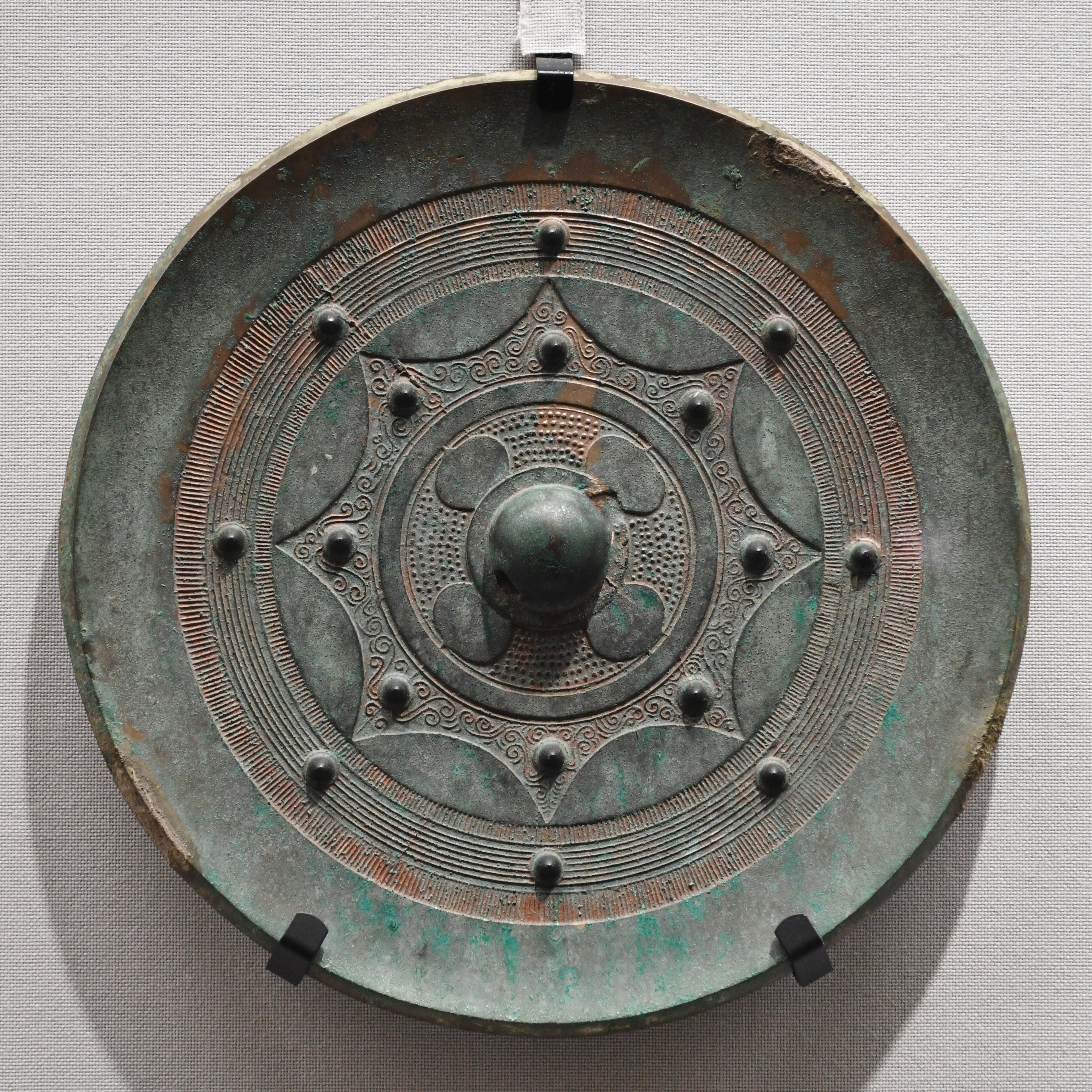
変形内行花文鏡東京国立博物館展示（他画像も同様）。

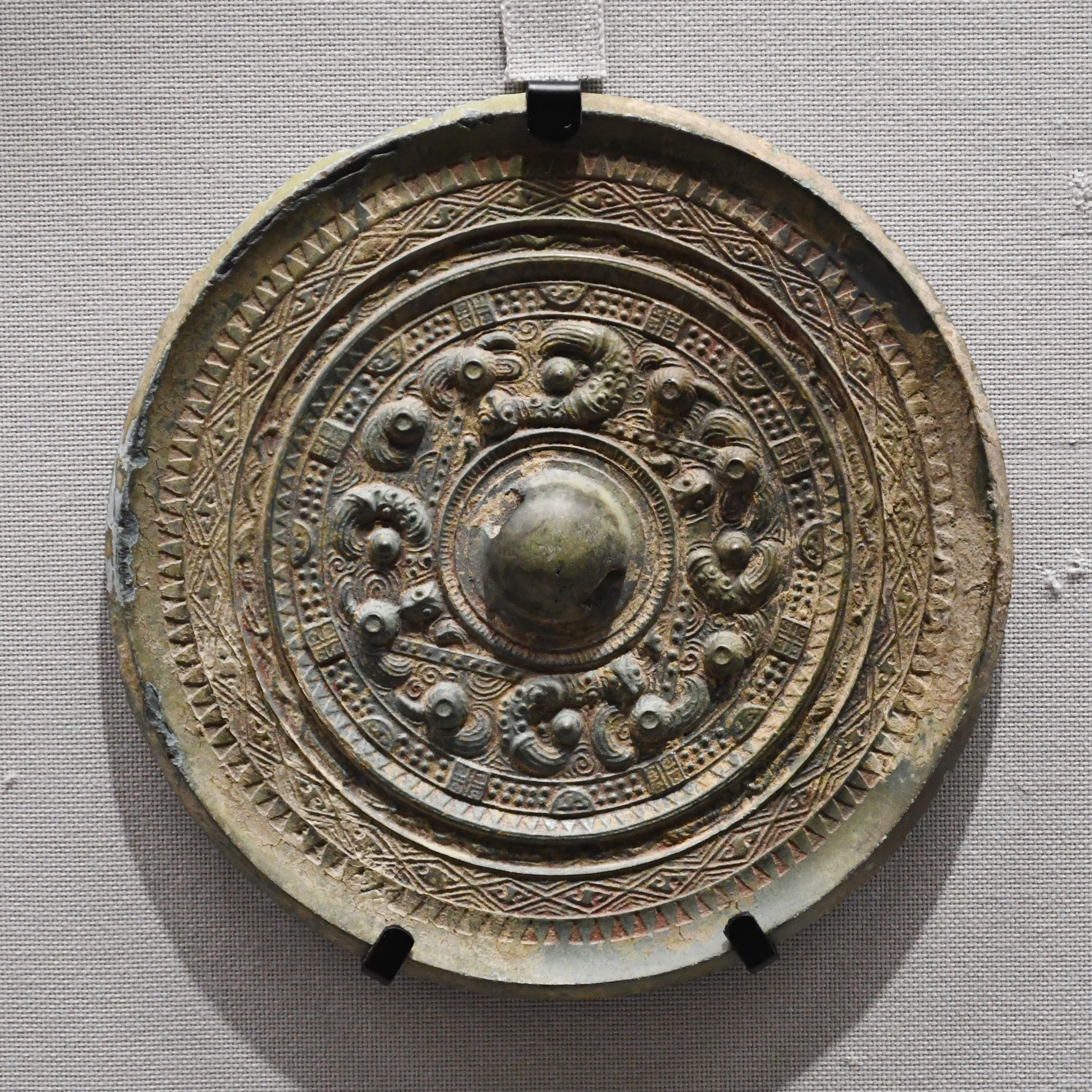
鼉龍鏡

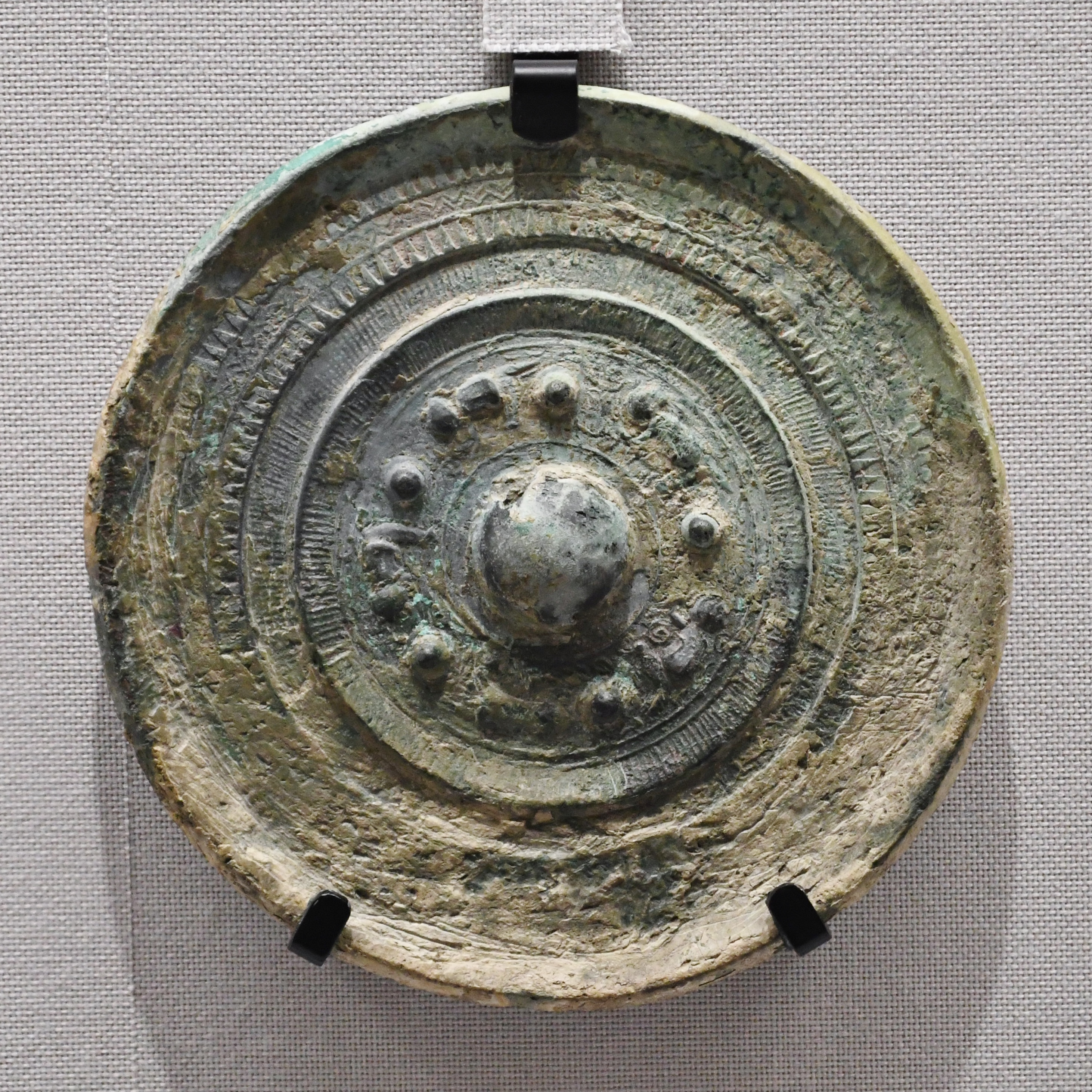
変形五獣鏡

1936年（昭和11年）の発掘で出土した副葬品のうち、主なものは次の通り。
- 銅鏡 30面（現存17面）
  - 内行花文鏡 4 - 2面は同笵か。
  - 変形四神鏡 2
  - 変形獣帯鏡 1
  - 二神二獣鏡 2
  - 四神四獣鏡 1
  - 三神三獣鏡 1
  - 変形神獣鏡 2
  - 盤龍鏡 1
  - 変形四禽鏡 2
  - 変形五獣鏡 1
  - （伝）三角縁二神二獣鏡 - 福島県会津大塚山古墳出土品と同笵。
- 石製四脚付盤
- 盒子
- 坩
- 器台
- 勾玉
- 鉄刀
- 鉄剣
- 鉄斧
- 刀子
- 鉄鏃

出土品の大半は東京国立博物館で、一部は岡山県立博物館・倉敷考古館・備前市歴史民俗資料館・備前市埋蔵文化財管理センターで保管されている。

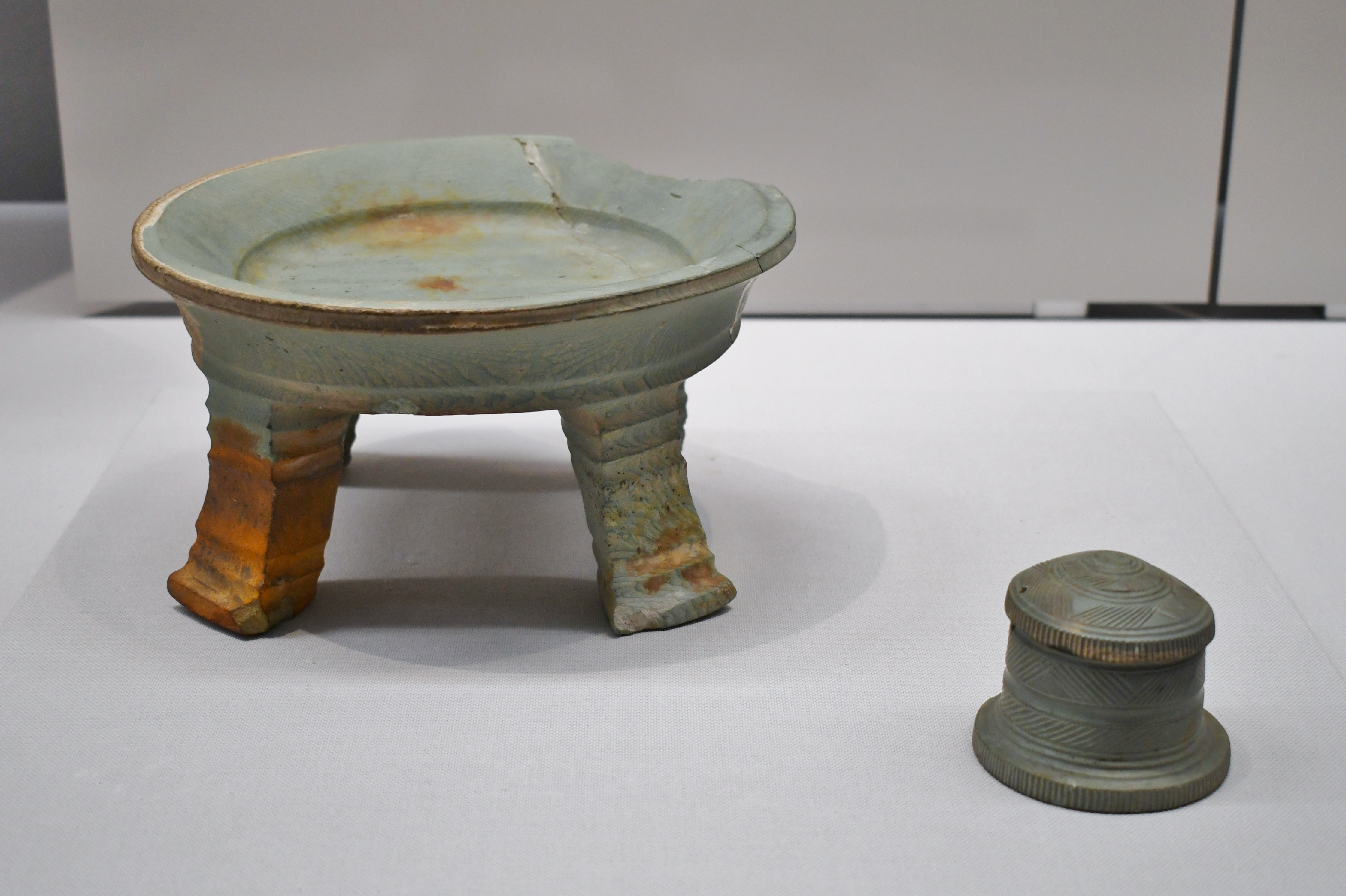
滑石製四脚付盤・石製合子

## 文化財

### 国の史跡
- 丸山古墳 - 1957年（昭和32年）10月11日指定[3]。

### 岡山県指定文化財
- 重要文化財（有形文化財）
  - 丸山古墳出土遺物 14点（附 石棺拓本1点）（考古資料） - 明細は以下。岡山県立博物館・倉敷考古館・備前市歴史民俗資料館保管・備前市埋蔵文化財管理センター保管。2019年（平成31年）3月8日指定[1][5]。
    - 岡山県立博物館所有・保管：鼉龍鏡、内行花文鏡、方格八禽鏡、三角縁神獣鏡
    - 倉敷考古館所有・保管：車輪石2、管状石製品3
    - 備前市所有・備前市歴史民俗資料館保管：方格規矩鏡、管玉3
    - 備前市所有・備前市埋蔵文化財管理センター保管：坩形石製品、附 石棺拓本

## 関連施設
- 東京国立博物館（東京都台東区） - 鶴山丸山古墳出土の銅鏡を保管。
- 岡山県立博物館（岡山市北区後楽園） - 鶴山丸山古墳出土の銅鏡を保管。
- 倉敷考古館（倉敷市中央） - 鶴山丸山古墳出土の車輪石・管状石製品を保管。
- 備前市歴史民俗資料館（備前市東片上） - 鶴山丸山古墳出土の方格規矩鏡・管玉を保管（常設展示なし）。
- 備前市埋蔵文化財管理センター（備前市伊部） - 鶴山丸山古墳出土の坩形石製品・石棺拓本を保管（常設展示なし）。

## 関連文献
（記事執筆に使用していない関連文献）
- 「備前和氣郡鶴山丸山古墳」『近畿地方古墳墓の調査三』日本古文化研究所〈日本古文化研究所報告第9〉、1938年。